# Ямки (Ленинградская область)
Я́мки (фин. Jaamanautio) — деревня в Большеврудском сельском поселении Волосовского района Ленинградской области.

## История
На карте Ингерманландии А. И. Бергенгейма, составленной по шведским материалам 1676 года, она упоминается как деревня Jamo.
На шведской «Генеральной карте провинции Ингерманландии» 1704 года — как Jamabÿ.
Как деревня Яма она обозначена на «Географическом чертеже Ижорской земли» Адриана Шонбека 1705 года.
На карте Санкт-Петербургской губернии Я. Ф. Шмидта 1770 года близ мызы Вруда упоминается деревня Ямок.

ЯМКИ — деревня принадлежит супруге генерал-адъютанта Адлерберга, число жителей по ревизии: 67 м. п., 64 ж. п. (1838 год)

Согласно карте Ф. Ф. Шуберта в 1844 году деревня Ямки насчитывала 29 крестьянских дворов.
На этнографической карте Санкт-Петербургской губернии П. И. Кёппена 1849 года она обозначена как деревня «Jamanautio», расположенная в ареале расселения савакотов. В пояснительном тексте к этнографической карте она записана как деревня Jamanautio (Ямки) и указано количество её жителей на 1848 год: савакотов — 27 м. п., 23 ж. п., всего 50 человек, русских — 92 человека.

ЯМКИ — деревня супруги генерала от инфантерии Адлерберга, 10 вёрст по почтовой, а остальные по просёлочной дороге, число дворов — 26, число душ — 63 м. п. (1856 год)

- Деревня Ямки на карте 1860 года

ЯМКИ — деревня владельческая при колодце, по Рожественскому тракту из с. Рожествена в 40 верстах от Ямбурга, число дворов — 24, число жителей: 76 м. п., 87 ж. п. (1862 год)

В конце XIX — начале XX века деревня административно относилась ко Врудской волости 1-го стана Ямбургского уезда Санкт-Петербургской губернии. Население деревни было смешанным — финско-русским.
С 1917 по 1924 год деревня Ямки входила в состав Ямского сельсовета Врудской волости Кингисеппского уезда.
С 1924 года в составе Больше-Врудского сельсовета.
Согласно данным переписи населения СССР 1926 года в деревне Ямки проживали 133 человека, русские и финны.
С августа 1927 года в составе Молосковицкого района.
С 1928 года в составе Врудского сельсовета.
- План деревни Ямки. 1930 год

Согласно топографической карте 1930 года деревня насчитывала 32 двора.
С 1931 года в составе Волосовского района.
По данным 1933 года деревня Ямки входила в состав Врудского сельсовета Волосовского района.
C 1 августа 1941 года по 31 декабря 1943 года деревня находилась в оккупации.
С 1963 года в составе Кингисеппского района.
С 1965 года вновь в составе Волосовского района. В 1965 году население деревни Ямки составляло 139 человек.
По данным 1966, 1973 и 1990 годов деревня Ямки также входила в состав Врудского сельсовета с административным центром в посёлке Вруда.
В 1997 году в деревне проживали 49 человек, в 2002 году — 76 человек (русские — 79 %), в 2007 году — 50.

## География
Деревня расположена в центральной части района на автодороге 41А-002 (Гатчина — Ополье).
Расстояние до административного центра поселения — 1,5 км.
Расстояние до ближайшей железнодорожной станции Вруда — 2 км.

## Демография
| 1862 | 2002 | 2007 | 2010 | 2017 |
| ---- | ---- | ---- | ---- | ---- |
| 163  | ↘76  | ↘50  | ↗82  | ↘60  |

### Национальный состав
Согласно данным Всероссийской переписи населения 2021 года в деревне проживали 68 человек, из них:
 русские — 49, афганцы — 10, молдаване — 5, армяне — 1, белорусы — 1, татары — 1, украинцы — 1 человек.

## Экономика
В деревне расположена ферма ООО «Сяглицы», картофельные поля.

## Фото
- Въезд в деревню Ямки со стороны Гатчины. 2011 год